# Charles W. Morse

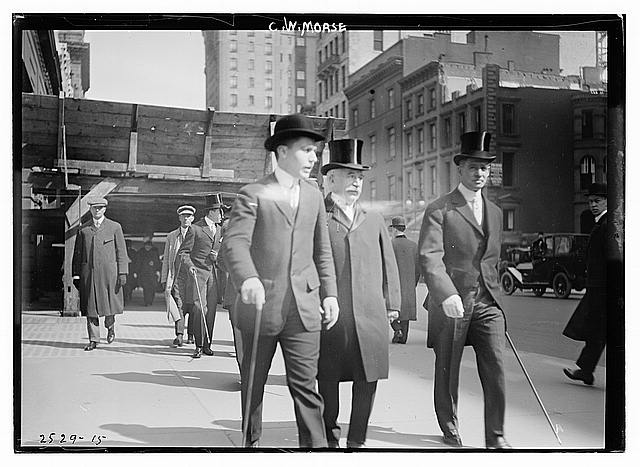
Charles W. Morse (ao meio) e dois associados não identificados, circa 1912–1915.

Charles Wyman Morse (21 de outubro de 1856 – 12 de janeiro de 1933) foi um famoso homem de negócios e especulador de Wall Street no início do século XX.